# Пака (река)
46° 22′ 51.72″ N 15° 16′ 19.3″ E / 46.3810333° С; 15.272028° И
Пака (словен. Paka) је река у Словенији лева притока реке Савиње дуга 40 km.

## Географске карактетистике
Река Пака извире испод 1455 м високог планинског врха Воловица у Камнишким Алпима на надморској висини од 1.280 метарa. Од извора Пака тече према југозападу, према Велењу и Шалешким језерима. Код Шоштања нагло скреће према југу и тече до свог ушћа у Савињу код насеља Речица об Паки у општини Шмартно об Паки на насмоској висини од 305 м. На свом путу прима више мањих притока, а најзначајније су Велуња, Бечовница и Топлица.
Слив Паке обухвата око 210 km², и највећим делом протеже се по брдовитом крају, а мањим делом по равници. Пака је бујичава река. Због велике сече шума у области њених притока у 19. веку често је девастирана. Пака има најнижи проток воде у августу (у Шоштању 1,86 m³/s), највиши у пролеће (април 3,52 m³/s, а годишњи просек износи 2,5 m³/s).
Долина Паке је природна путна веза између Похорја, дела Подравине и Велењске и Цељске котлине.